# Ranunculus lateriflorus
Ranunculus lateriflorus är en ranunkelväxtart som beskrevs av Dc.. Ranunculus lateriflorus ingår i släktet ranunkler, och familjen ranunkelväxter. Inga underarter finns listade i Catalogue of Life.